# Robert Morris (scrittore)
Robert Morris (Twickenham, 1703 – Londra, 1754) è stato un architetto e scrittore britannico.

## Biografia
Noto soprattutto per aver scritto opere sull'architettura, in questa veste ha grandemente influenzato la mentalità architettonica inglese del XVIII secolo. I suoi bozzetti sono all'origine di numerose ville in stile coloniale negli Stati Uniti, tra le quali ricordiamo la villa Brandon, iniziata nel 1765, nella Contea di Prince George, in Virginia, e la villa Battersea, iniziata nel 1768 nella città autonoma di Petersburg, anch'essa in Virginia.

## Opere
- An Essay in Defence of Ancient Architecture (1728)
- Lectures on Architecture (1734-6)
- An Essay on Harmony. As it Relates Chiefly to Situation and Building (1739)
- The Art of Architecture, a Poem. In Imitation of Horace's ‘Art of Poetry (1742)
- Rural Architecture (1750)
- The Architectural Remembrancer (1751)